# Flora MacDonald

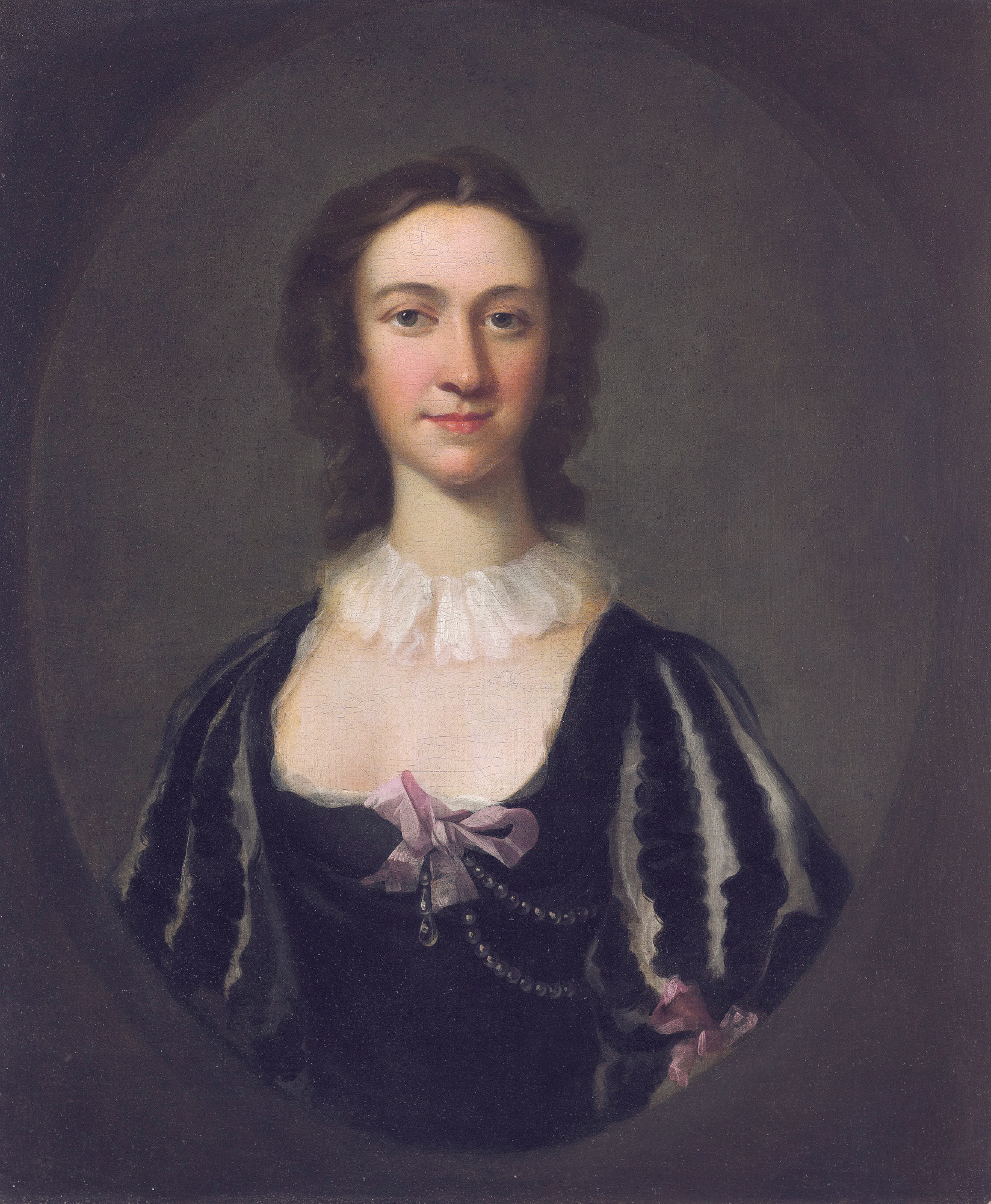
Flora MacDonald

Flora MacDonald (schottisch-gälisch Fionnghal NicDhòmhnaill; * 1722 auf Milton (South Uist) in Schottland; † 5. März 1790 in Kingsburgh, Skye) war eine als Heldin verehrte Jakobitin.

## Leben
Sie entstammte einer Linie des Clan MacDonald. Berühmt wurde Flora MacDonald, als sie Charles Edward Stuart („Bonnie Prince Charlie“) nach dessen Niederlage in der Schlacht von Culloden zur Flucht verhalf. Sie versteckte ihn zunächst und ruderte dann mit dem Prinzen, der als Zofe „Betty Burke“ verkleidet war, über das Meer zur Insel Skye. Am 20. September 1746 schaffte es Charles Edward Stuart, sich heimlich im Gebiet von Moidart, wo seine Expedition etwas über ein Jahr zuvor begonnen hatte, einzuschiffen und nach Frankreich zu segeln.
Am 31. Januar 1788 starb Prinz Charlie, der nie wieder Kontakt zu Flora MacDonald aufgenommen hatte, in Rom.

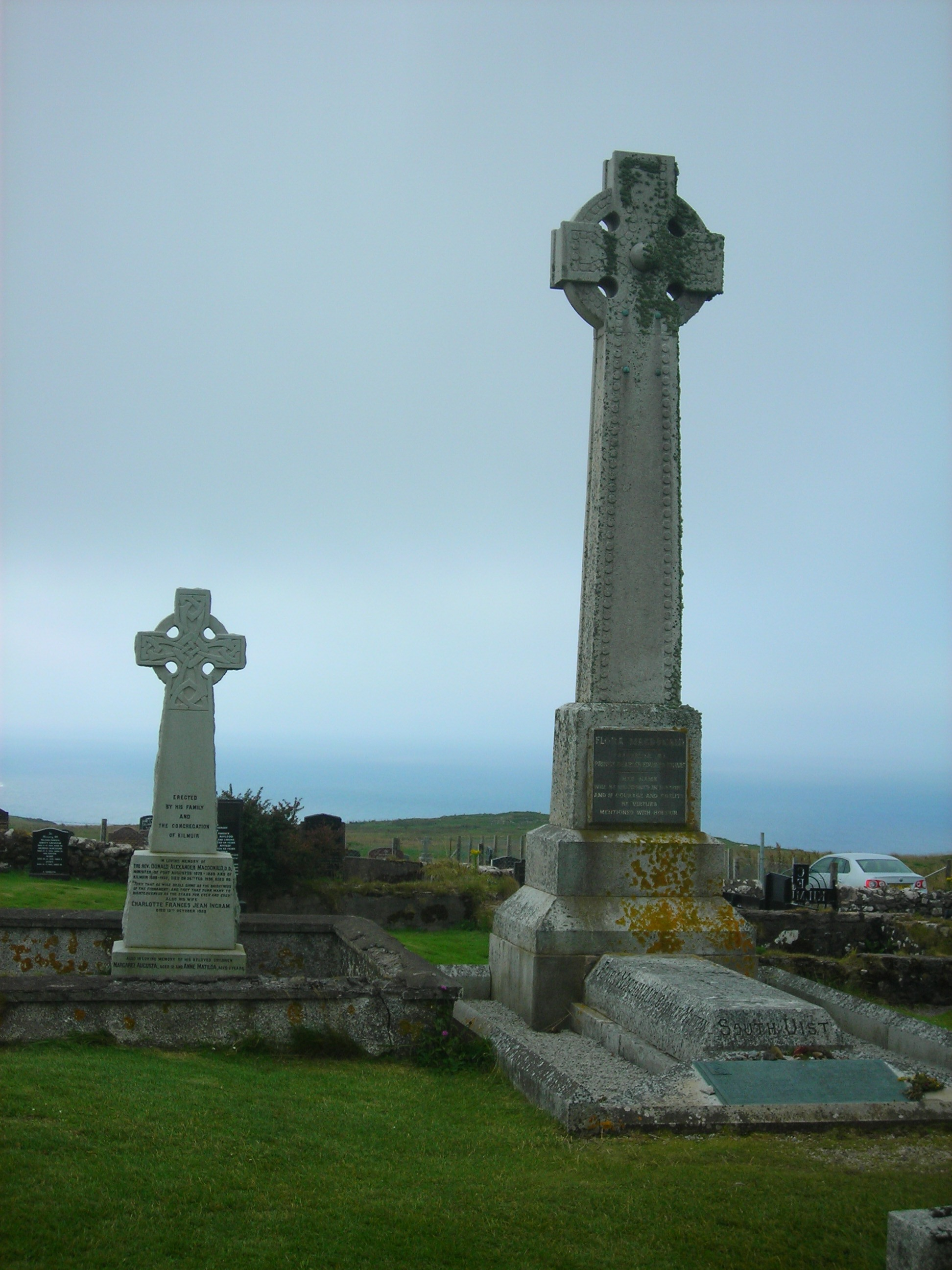
Flora MacDonalds Grab in Kilmuir

Flora MacDonald heiratete im November 1750 Allen MacDonald, der Captain der British Army war. Das Paar lebte zunächst auf der Insel Skye, bevor sie 1773 in die britische Kolonie North Carolina auswanderten, wo sie ein Anwesen in Anson County erwarben. Während des Amerikanischen Unabhängigkeitskriegs kämpfte ihr Gatte auf Seiten der Loyalisten, weshalb ihre Besitzungen 1777 vom Provinzkongress von North Carolina eingezogen wurden. Nach Kriegsende kehrte die Familie wieder auf die Insel Skye zurück, wo Flora MacDonald nach schwerer Krankheit 1790 starb. Tausende nahmen an ihrem Begräbnis in Kilmuir teil. Im Jahre 1880 errichtete man über ihrem Grab ein Hochkreuz, in das die folgenden Worte eingemeißelt sind, die Samuel Johnson über sie dichtete:
Flora MacDonald

A name that will be mentioned in History,

and if Courage and Fidelity be virtues,

mentioned with Honour.
Flora Mac Donald

Ihr Name wird in die Geschichte eingehen

und solange Treue und Tapferkeit Tugenden sind,

wird sein Klang ehrenvoll sein.
Eine Statue zum Gedächtnis an Flora MacDonald steht in Inverness, der „Hauptstadt der Highlands“, vor dem Schloss Inverness Castle.
Flora Macdonald hinterließ mehrere Söhne, von denen die meisten eine militärische Karriere einschlugen, sowie zwei Töchter.